# Le Capitole
Le Capitole was een binnenlandse langeafstandstrein in Frankrijk voor het traject Parijs - Toulouse en is vernoemd naar het stadhuis van Toulouse.
Le Capitole is in 1960 door de Franse spoorwegen (SNCF) als Rapide geïntroduceerd op het traject Parijs - Toulouse. In 1965 heeft de TEE-commissie de eis van internationaal verkeer laten vallen, waarna de Capitole in 1970 in het TEE-net werd opgenomen.

## SNCF

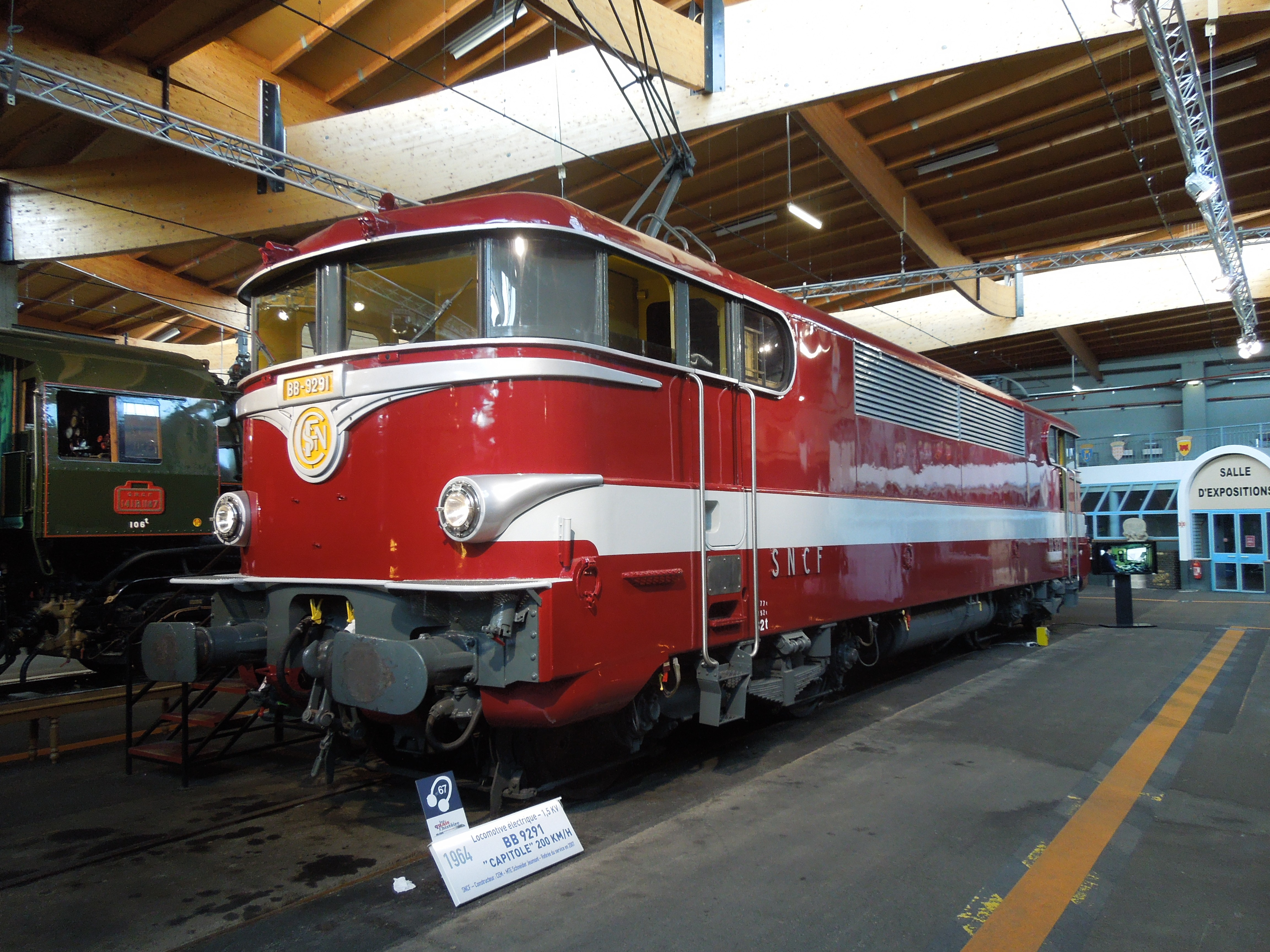
De BB 9200 van de Capitole in het spoorwegmuseum te Mulhouse

Op 15 november 1960 startte de SNCF met Le Capitole als rapide met alleen eerste klas.
De oorspronkelijke trein bestond uit 4 of 5 Inox-rijtuigen van het type A9 en legde de 713 km tussen Parijs en Toulouse af in precies 7 uur. De trein met nummer 1009 vertrok om 17.10 uur uit Parijs, trein nummer 1010 vertrok om 17.00 uur uit Toulouse. Voor snelheden tot 200 km/u werd geheel eigen materieel ontwikkeld. De locomotief was een opgevoerde versie van de BB 9200. Zowel de locomotieven als de rijtuigen kregen een rode kleurstelling met een witte band. In 1967 haalde Le Capitole als eerste Franse trein een dienstregelingssnelheid van 200 km/u. Door dit snelheidsrecord stegen de passagiersaantallen sterk, reden waarom besloten werd om met ingang van de winterdienstregeling van 1968/1969 de dienst uit te breiden door een ochtend- en avondtrein te laten rijden. De ochtendtrein uit Parijs kreeg treinnummer 1029, die uit Toulouse nummer 1030.

## Trans Europ Express
Op 27 september 1970 werd Le Capitole opgewaardeerd tot TEE, waarbij de bestaande treinnummers werden gehandhaafd. Op 23 mei 1971 werden de treinnummers aangepast aan het internationale systeem, waarbij de nummers onder de honderd voor de TEE-treinen gebruikt werden. De ochtendtrein uit Parijs reed daarbij onder nummer 75, die uit Toulouse met nummer 74. De avondtreinen kregen respectievelijk de nummers 77 en 76. In de herfst van 1970 reden versterkingstreinen, de 10077 op vrijdagavond uit Parijs en de 10076 op zondagavond uit Toulouse. Deze versterkingstreinen reden tien minuten voor de reguliere TEE uit.

### Rollend materieel
De TEE Le Capitole werd in 1970 voorzien van de, toen nieuwste, rijtuigen van de SNCF, de Grand confort-rijtuigen als vervanging van het rode Capitolematerieel. Ook de rode locomotieven werden vervangen door de CC 6500-serie, die ook voor andere binnenlandse TEE's werd gebruikt. De rijtuigen van het rode Capitolematerieel zijn daarna wel ingezet voor de versterkingstreinen 10076 en 10077, getrokken door een CC 6500. Vanaf de zomer van 1974 zijn ook de versterkingstreinen van Grand confort-rijtuigen voorzien.

### Route en dienstregeling
| matin | soir  | land      | station            | km  | matin | soir  |
| ----- | ----- | --------- | ------------------ | --- | ----- | ----- |
| 07.45 | 18.00 | Frankrijk | Paris Austerlitz   | 0   | 13.45 | 23.45 |
| 10.39 | 20.54 | Frankrijk | Limoges            | 400 | 10.48 | 20.48 |
| 11.39 | 21.54 | Frankrijk | Brive-la-Gaillarde | 499 | 09.48 | 19.48 |
| 12.40 | 22.55 | Frankrijk | Cahors             | 600 | 08.48 | 18.48 |
| 13.16 | 23.31 | Frankrijk | Montauban          | 662 | 08.12 | 18.12 |
| 13.45 | 24.00 | Frankrijk | Toulouse Matabiau  | 713 | 07.45 | 17.45 |

In 1975 kreeg de trein te maken met teruglopende aantallen reizigers door concurrentie van auto en vliegtuig. Na de zomer van 1975 werd de versterkingstrein 10076 uit de dienstregeling genomen en de 10077 ingekort tot Brive-la-Gaillarde en in 1976 werden de versterkingstreinen geschrapt. Op 23 mei 1982 werden ook de avondtrein (TEE 76) uit Toulouse en de ochtendtrein (TEE 75) uit Parijs geschrapt. Vanaf 30 september 1984 werd de trein als TEE-dienst geschrapt en voortgezet als Rapide met eerste- en tweedeklasrijtuigen.